# Klostret Maulbronn

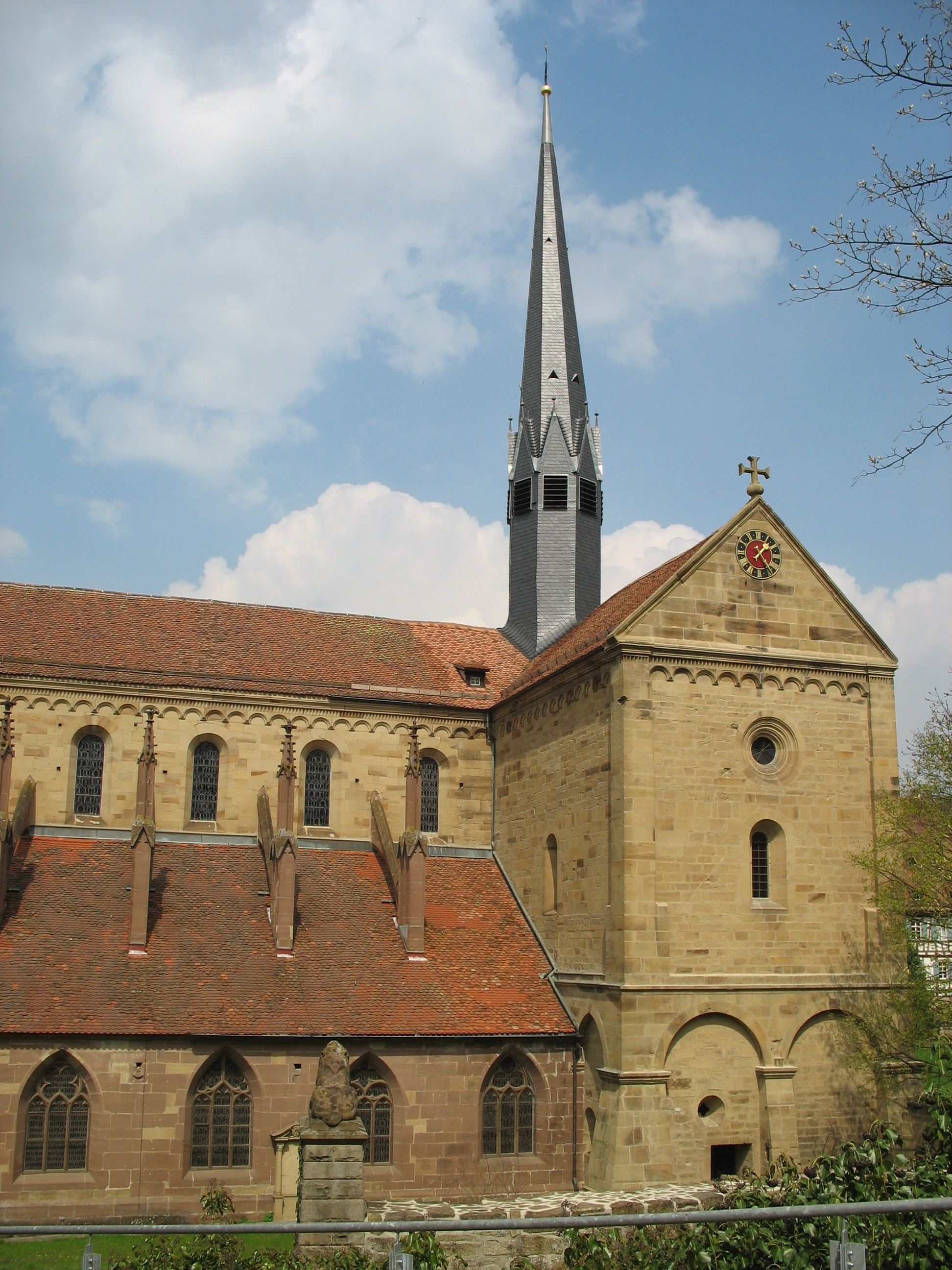
Klostret Maulbronn, klosterkyrkan.

Klostret Maulbronn är ett munkkloster i Maulbronn, Baden-Württemberg, Tyskland. Det är ett före detta cisterciensiskt munkkloster som 1993 blev uppsatt på Unescos världsarvslista.
Klostret är hem för ett historiskt teologiskt seminarium, idag finns här Evangelische Seminare Maulbronn und Blaubeuren.

## Klostret Maulbronn i skönlitterära verk
- Klostret förekommer i Hermann Hesses roman Under hjulet ISBN 91-0-020040-9 (originaltitel: Unterm Rad) .